# Cleistocactus parviflorus
Cleistocactus parviflorus är en kaktusväxtart som först beskrevs av Karl Moritz Schumann, och fick sitt nu gällande namn av Rol.-goss.. Cleistocactus parviflorus ingår i släktet Cleistocactus, och familjen kaktusväxter. Inga underarter finns listade i Catalogue of Life.

## Bildgalleri

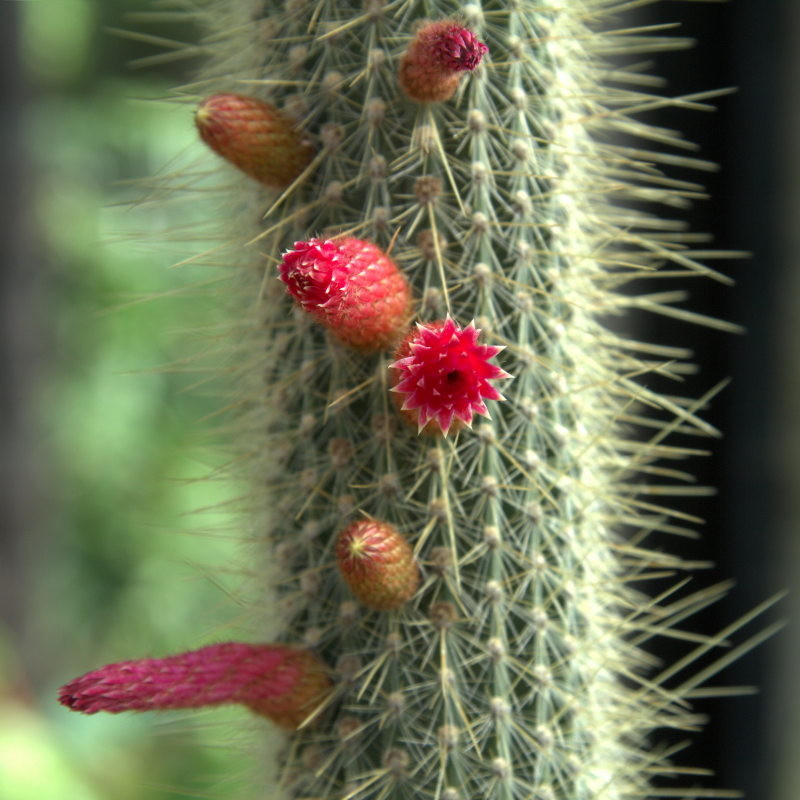